# Тіррелл (округ, Північна Кароліна)
Шаблон:StateAbbr_ 35°52′ пн. ш. 76°10′ зх. д. / 35.87° пн. ш. 76.17° зх. д.
Округ  Тіррелл (англ. Tyrrell County) — округ (графство) у штаті  Північна Кароліна, США. Ідентифікатор округу 37177.

## Історія
Округ утворений 1729 року.

## Демографія
За даними перепису 
2000 року 
загальне населення округу становило 4149 осіб, усе сільське.
Серед мешканців округу чоловіків було 2211, а жінок — 1938. В окрузі було 1537 домогосподарств, 1056 родин, які мешкали в 2032 будинках.
Середній розмір родини становив 2,95.
Віковий розподіл населення поданий у таблиці:
| Стать    | До 15 років | 15-21 | 22-29 | 30-39 | 40-49 | 50-65 | 65-85 | Понад 85 |
| -------- | ----------- | ----- | ----- | ----- | ----- | ----- | ----- | -------- |
| Чоловіки | 401         | 209   | 278   | 361   | 368   | 307   | 255   | 32       |
| Жінки    | 353         | 164   | 145   | 262   | 310   | 323   | 327   | 54       |

## Суміжні округи
- Дер — схід
- Гайд — південь
- Вашингтон — захід

## Виноски
1. ↑  U.S. Decennial Census. United States Census Bureau. Процитовано 20 січня 2015.
2. ↑  Historical Census Browser. University of Virginia Library. Архів оригіналу за 11 серпня 2012. Процитовано 20 січня 2015.
3. ↑  Forstall, Richard L., ред. (27 березня 1995). Population of Counties by Decennial Census: 1900 to 1990. United States Census Bureau. Процитовано 20 січня 2015.
4. ↑  Census 2000 PHC-T-4. Ranking Tables for Counties: 1990 and 2000 (PDF). United States Census Bureau. 2 квітня 2001. Процитовано 20 січня 2015.
5. ↑  State & County QuickFacts. United States Census Bureau. Архів оригіналу за 7 червня 2011. Процитовано 30 жовтня 2013. [Архівовано 2011-06-07 у Wayback Machine.](англ.) Наведено за англійською вікіпедією.
6. ↑  American FactFinder. Бюро перепису населення США. Архів оригіналу за 26 лютого 2012. Процитовано 31 січня 2008. [Архівовано 2008-05-21 у Wayback Machine.]

| США | Це незавершена стаття з географії США. Ви можете допомогти проєкту, виправивши або дописавши її. |